# Починок (Чернышевское сельское поселение)
Починок — деревня в Кадыйском районе Костромской области. Входит в состав Чернышевского сельского поселения.

## География
Находится в юго-восточной части Костромской области на расстоянии приблизительно 24 км на юг по прямой от районного центра поселка Кадый на правобережье реки Нёмда.

## История
Известна была с 1897 года, в 1907 году отмечено было 29 дворов.

## Население
Постоянное население составляло 131 человек (1897 год), 166 (1907), 37 в 2002 году (русские 100 %), 19 в 2022.